# Родючий Півмісяць

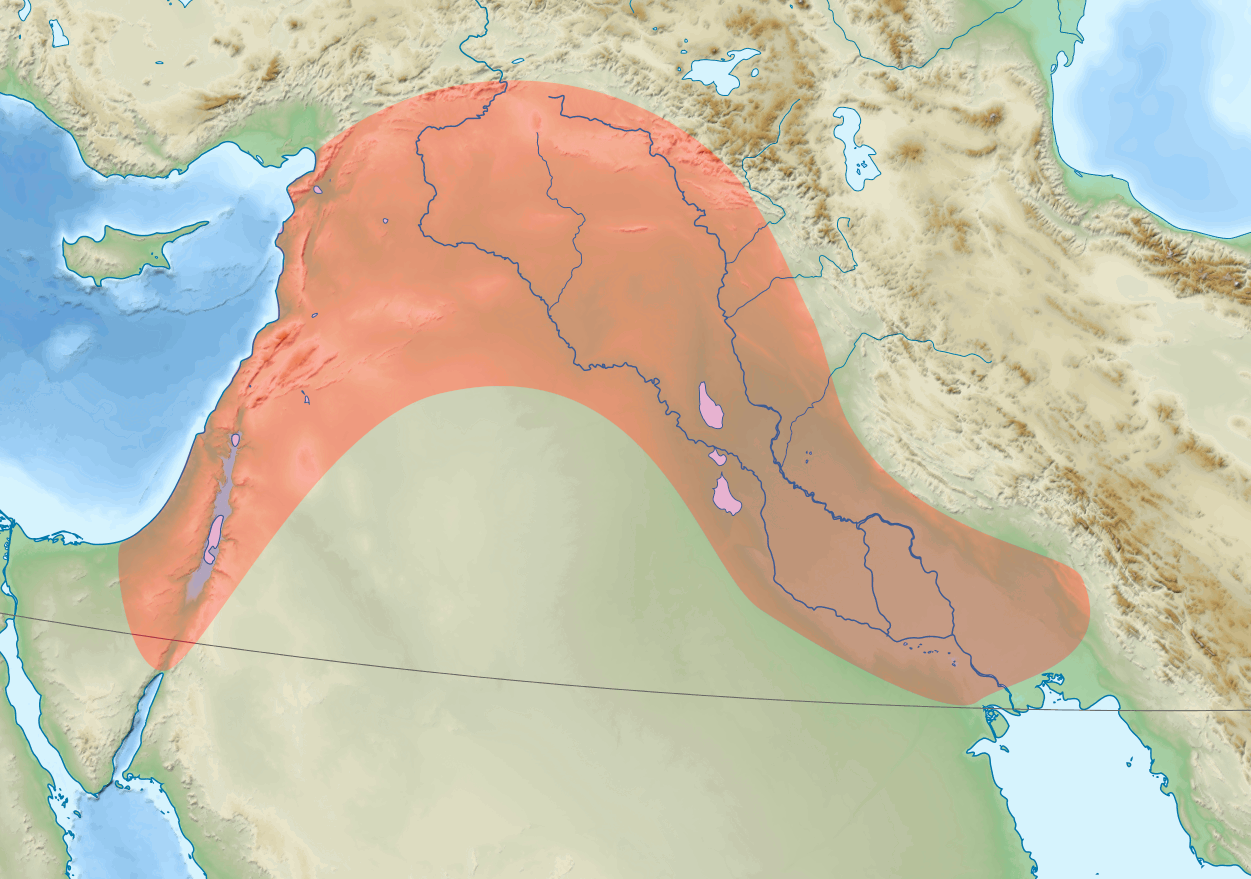
Розташування на мапі Родючого півмісяця

36° пн. ш. 40° сх. д. / 36° пн. ш. 40° сх. д.
«Родючий Півмісяць» (араб.الهلال الخصيب транс.Al-Hilāl al-Khaṣīb)— регіон на Близькому Сході, що включає Левант, Межиріччя та Стародавній Єгипет, один із первісних центрів зародження землеробства, відомий також як «колиска цивілізації».
Термін «Родючий півмісяць» (англ. Fertile Crescent) 1900 року запровадив археолог Джеймс Генрі Брестед (Чиказький університет) (в своїй праці «Ancient Records of Egypt») через родючість ґрунту і геометричну форму. «Родючий півмісяць» ділять на східну (Месопотамія, річкові долини Тигру та Євфрату) та західну (Середземноморську) частини.

## Географія
Зрошується Нілом, Євфратом і Тигром і має площу приблизно 400 000–500 000 км², регіон тягнеться від східного берега Середземного моря через північ Сирійської пустелі, через Джазіру і Месопотамію, Перську затоку. Ці області відповідають сучасному Єгипту, Ізраїлю, Західному берегу річки Йордан, Сектору Газа, і Лівану і частини Йорданії, Сирії, Іраку, південно-східної Туреччини і південно-західного Ірану. Населення Нільського сточища становить близько 70 мільйонів, Йорданського сточища близько 20 мільйонів, сточище Тигру та Євфрату близько 30 мільйонів, надаючи сучасному Родючому півмісяцю загальну чисельність населення приблизно 120 мільйонів, або, принаймні, чверть населення Близького Сходу.

Річки зіграли вирішальну роль у розквіті цивілізації в Родючому півмісяці. Екологічно область важлива як «міст» між Африкою і Євразією. Ця «роль моста сполучення» дозволила Родючому півмісяцю зберегти більшу біорізноманітність, ніж Європа чи Північна Африка. Ця область сприймає головний тектонічний удар границі між Африканською плитою, Аравійською плитою і Євразійською плитою, завдяки чому цей регіон став дуже різноманітним з дуже різноманітною зоною високих гір, покритих снігом, родючих широких алювіальних долин і безлюдних плато, що мають велику кількість ендемічних видів.

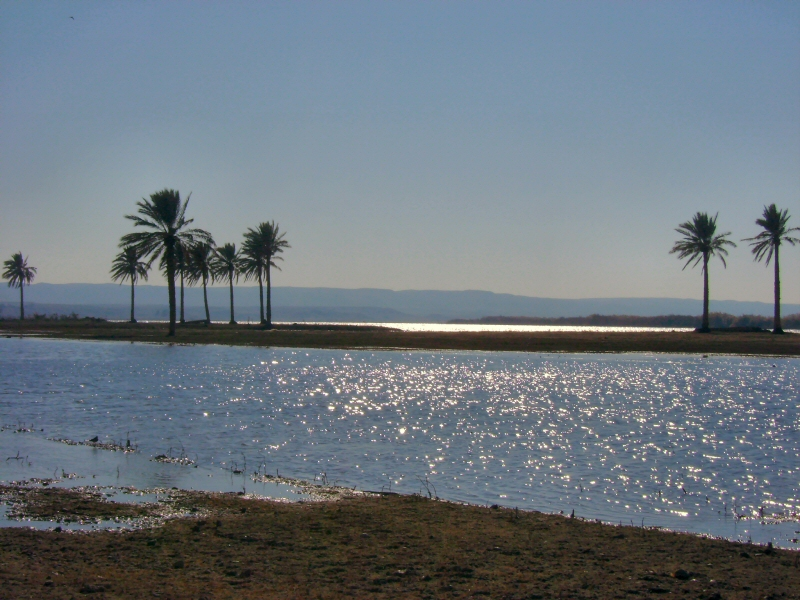
Євфрат

## Клімат
Ця територія лежить у зоні середземноморського клімату, тобто, поблизу морського узбережжя, що характеризується сухим літом та дощовою зимою. Теплі середземноморські течії не допускали надто холодної зими, забезпечували сталу вологість та достатню кількість опадів. У навколишніх горах часто бувають снігопади через високу вологість. У літній період сильні вітри з внутрішніх пустельних районів може інколи підвищити літні температури, що приводить до значного зростання небезпеки лісових пожеж.

## Мови
У мовному плані регіон Родючого Півмісяця був дуже різноманітний. Точна приналежність деяких з них і дати їхнього виникнення чи прибуття залишаються предметом історичних дискусій. Це питання навряд чи буде вирішене через відсутність, власне, текстових джерел тієї епохи. Проте, уже на період 3 тис. до н.е. можна виокремити кілька основних мовних груп:
- Шумерська мова — відмінна від семітської групи мов і зв’язана з сусідньою аккадською, що виникла пізніше на її основі.
- Семітська група мов — аккадська, аморейська, арамейська, арабська, іврит, угаритська, фінікійська.
- Хуритська мова — ізолят, що пізніше використовувався в урартській імперії. Деякі вчені доводять її зв'язок з Північно-Східною групою кавказьких мов.
- Індоєвропейські мови — вважаються пізніше нав’язаними мовами, такі, наприклад, як хетська та індо-арійська.

## Рослинні доместикати
Різноманітність кліматичних зон на території родючого півмісяця призвела до значної концентрації придатних до освоєння дикорослих рослин. Крім того, багато з цих рослин були гермафродитами та мали високий білковий вміст, що могло задовольнити потреби первісних збирачів і стимулювати їх до одомашнення. Цей процес почався під час неолітичної революції і не закінчується й до сьогоднішніх днів.
Першими такими рослинами були злаки — пшениця (двозернянка та однозернянка), ячмінь, бобові — горох і сочевиця, а трохи пізніше — льон.
Особливості рельєфу та клімату сприяли тому, що ці доместикати легко і швидко поширювалися на сусідні регіони, до прикладу до Європи та Північної Африки.

## Тваринні доместикати
Одомашнення тварин тут почалося близько 12 000 років тому. Кліматична різноманітність сприяла поширенню багатьох придатних до одомашнення зразків диких тварин. Так як людство проживало на цій території уже кілька мільйонів років, представники тваринного світу встигали пристосуватися до нових засобів і методів полювання з боку людини та не були винищені. У інших центрах зародження землеробства, до прикладу, це стало причиною того, що придатні до одомашнення тварини зникали внаслідок контакту з первісними мисливцями.
Першою одомашненою твариною був собака. Деякі вчені вважають, що одомашнення собаки було добровільним союзом між ним та людиною. 
Наступними видами, що зазнали одомашнення були вівця, коза і свиня. Їх одомашнили приблизно 10 000 років тому.
Останнім вагомим одомашненням того періоду стала корова (8 000 років тому).
Одна з найважливіших одомашнених тварин, тобто кінь, була одомашнена у Південній Україні та внаслідок розповсюдження була швидко прийнята та засвоєна на теренах родючого півмісяця. 
Також деякі з цих видів тварин були незалежно одомашнені в інших центрах виникнення землеробства

## Наслідки одомашнення
Через всі перелічені вище фактори Родючий півмісяць став перший і найпотужнішим землеробським центром. Через це багато дослідників називають його «Колискою цивілізації», адже надлишок продуктів харчування й одомашнені великі тварини стимулювали швидкий розвиток цієї області, ускладнення людських суспільств, поділ праці, ускладнення засобів виробництва, утворення перших відомих в історії державних утворень на теренах Межиріччя, Єгипту та Сирії, винайдення письма, початок обробки металів та інше. Усі ці досягнення переймалися сусідніми місцинами, засвоювалися та доповнювалися, що, за версією географічної гіпотези економічної нерівності країн, в кінцевому підсумку призвело до Європейського феномену, тобто до можливості високорозвинутих європейських країн завойовувати та підкорювати інші народи та континенти. Географічна гіпотеза піддається критиці і не може пояснити, чому саме європейські, а не країни півмісяця стали розвинутішими. Окрім того, всі ці досягнення легко поширювалися по осі «Схід-Захід», що з’єднувала різноманітні області Євразії.

## Сучасний стан Родючого півмісяця
Американський еволюційний біолог Джаред Даймонд, що займався дослідженням витоків нерівностей між народами, пише у своїй книзі «Зброя, мікроби і харч»: 
|  | Після того, як він утратив свою стартову перевагу, здобуту завдяки вдалій тамтешній концентрації придатних для одомашнення диких рослин і тварин, Родючий півмісяць уже не володів жодними іншими потужними географічними перевагами. Втрату цієї стартової переваги легко простежити в деталях за поступальним переміщенням могутніх імперій на захід. Після виникнення держав на Родючому півмісяці в IV тис. до н. е. центр могутності спершу залишався тут, переміщуючись між такими імперіями, як Вавилонія, Хетське царство, Ассирія та Персія. Після грецького завоювання всіх розвинених суспільств від Греції та на схід до Індії під орудою Олександра Великого наприкінці IV ст. до н. е. могутність кінець-кінцем зробила свій незворотний рух на захід. Ще далі на захід вона змістилася після завоювання Римом Греції в II ст. до н. е., а після падіння Риму вона з часом перемістилася ще раз у Західну та Північну Європу. |

Головний чинник, який виокремлює Джаред Даймонд — це кліматичні зміни. Сучасний Родючий півмісяць — це територія степів, пустель і напівпустель. Тисячолітній процес вирощення харчу на цих теренах виснажив землю та, таким чином, ця територія почала поступово відставати у своєму розвиткові та передала пальму першості Європі.